# Karbo Deportivo
El Karbo Deportivo fue un club de futbol femenino de la ciudad de La Coruña. Fue fundado en 1968 como Karbo Club de Fútbol, siendo inicialmente un club independiente, hasta que a mediados de la temporada 1983/84 el Real Club Deportivo de La Coruña se hizo cargo de él y cambió su nombre por el de Karbo Deportivo, constituyendo históricamente la primera sección de fútbol femenino de la entidad blanquiazul. Durante la década de 1980 fue un referente del fútbol femenino en España. Depareció en 1988 por problemas económicos.

## Historia
El Karbo Club de Fútbol nació en 1968 en el seno de la academia Karbo, un colegio del barrio de Os Mallos en la ciudad de La Coruña. Durante su primera etapa el equipo jugó torneos amistosos y oficiosos, ya que la Real Federación Española de Fútbol no incorporó el fútbol femenino hasta 1980.

#### Temporada 1980-81
En 1981, el club fue invitado a la inauguración del campo de fútbol de Laracha y ganó a un equipo masculino de veteranos por 2-0. El club solicitó utilizar el estadio de Riazor para jugar un trofeo frente al Boavista, pero les fue denegado. El club mandó una solicitud al ayuntamiento de La Coruña, que respondió que debería abonar 50.000 pesetas por utilizar el estadio, mientras que la directiva del Deportivo de La Coruña se negó a ceder el estadio porque “podría suponer un precedente que obligaría a ceder el estadio cuantas veces fuese solicitado”.
Ese mismo año ganaron sin aparente dificultad la Copa Reina Sofía, primera edición no oficial de la Copa de la Reina de Fútbol, venciendo por sendas goleadas al Condal (4-0), Punta del Este (10-1) y CF Barcelona (3-0). La final se jugó en Tarragona el 28 de junio frente a la Unión Risco de Las Palmas y ganó el Karbo por 2-1, con dos tantos de Lis Franco. El club se tuvo que costear por sí mismo el viaje, ya que no recibió ningún tipo de ayuda federativa o subvención institucional. Las jugadoras tuvieron que llevar prestadas las equipaciones del Orzán SD e Imperátor OAR como prendas de repuesto.
Este año disputó el Torneo de las Siete Naciones en Orleans, logrando el subcampeonato frente al Borussia.

#### Temporada 1982-83
En esta temporada se celebró la primera Liga gallega de fútbol femenino con seis equipos, entre los que se encontraba el Mayador, y que serviría como sistema de clasificación para la primera Copa de la Reina de Fútbol oficial organizada por la RFEF. Tras deambular por diferentes campos de fútbol del extrarradio las jugadoras coruñesas comenzarían a emplear el campo de fútbol de Elviña y el Estadio de Riazor facilitando el desplazamiento de los aficionados, además de contar con iluminación para jugar y entrenar de noche.
El Karbo ganaría la liga con autoridad, marcando 65 goles y encajando solamente cuatro. En la copa vencería al Txorierri de Erandio en la fase previa. En la fase final disputada en Getafe se llevaría la copa tras vencer a la Peña Barcelonista Barcilona en la semifinal por 2-3 y al CD Porvenir en la final por 4-1. A esta final se desplazaron dos autocares de seguidores desde La Coruña.
Cinco jugadoras del Karbo entraron en la primera convocatoria oficial de la selección española, que debutó en febrero de 1983 en un amistoso contra Portugal. Ellas fueron Ángeles Olmo, Encarnación Pérez, Inma Castañón, Aurora Martínez y Lis Franco.

#### Temporada 1983-84
En noviembre de 1983 se produjeron conversaciones entre el entonces presidente del Deportivo de La Coruña, Jesús Corzo Sierra, y los propietarios del colegio Karbo, Ramón Carrasco y Mary Carmen Borrego, que desembocarían en un acuerdo por el cual el Deportivo se haría cargo del Karbo. Asimismo, el club blanquiazul decidió respetar el nombre Karbo y añadirle el de Deportivo, donominándose de ese modo Karbo Deportivo. A partir de entonces el equipo comenzaría a utilizar la camiseta blanquiazul con el escudo del Deportivo, y disputaría sus encuentros como local alternando entre los campos de Elviña y Vilaboa, y el estadio de Riazor donde alcanzó entradas de 4.000 espectadores.
En esta temporada el equipo revalidaría los títulos de la liga gallega y de la Copa de la Reina. Sin embargo cedería la Copa de Galicia ante el Celta Mayador tras empatar 1-1 y resolverse en la tanda de penaltis.

#### Temporada 1984-85
Coincidiendo con el inicio de temporada el Karbo Deportivo cambió de entrenador, pasando correr a cargo de Antonio "Quinocho" Álvarez.
El dominio en la Liga Gallega fue absoluto, ganando todos los partidos, con 82 goles a favor y ninguno en contra.
Las coruñesas conseguirían de nuevo Copa de la Reina en la temporada 1984-85 tras vencer a la Peña Barcelonista Barcilona en el estadio de Riazor. Los dos finalistas llegaron a un acuerdo para disputar la final a partido único, en el terreno del equipo gallego, el 23 de junio de 1985. El partido terminó con un 2-2 el marcador y tras la prórroga, las gallegas consiguieron la victoria en la tanda de penaltis. El equipo contara en aquella final con Ana, Olga, Geli, Cruz, Pili; Encarna, Maricarmen, Inma, Merchi, Lis Franco y Lucía.
El Karbo Deportivo fue la base de la primera selección gallega de fútbol femenino, incorporando a la mayor parte de sus jugadoras, así como a su entrenador, que se proclamó campeona de España en el Camp Nou en la temporada 1984/85, venciendo 2-1 a Guipúzcoa.

#### Temporada 1985-86
En la temporada 1985-86 el Karbo Deportivo volvió a ganar la Liga Gallega por cuarta vez. En la Copa de la Reina no pudo pasar de la semifinales al perder ante el CFF Porvenir al perder 4-1 en la ida en Madrid y 1-2 en Riazor pese al dominio del partido.

#### Temporada 1986-87
Consiguió su quinta Liga gallega consecutiva. Sin embargo, en la Copa de la Reina el Karbo Deportivo volvió a caer en semifinales ante el Oiartzun KE al perder 2-0 en el partido de ida, siendo incapaz de remontar en la vuelta con un resultado de 4-2 en Riazor. En la segunda edición de la Copa de Galicia se resarciría con una contundente victoria 5-0 ante el R.C. Celta.

### Desaparición y recuperación
Todos los grandes éxitos deportivos tuvieron bastante eco en los medios de comunicación locales, especialmente el encuentro que disputó el Karbo contra el equipo masculino de veteranos del Laracha CF, al que vencieron por 4-2. La sección se disolvió en el año 1988 debido a los problemas económicos que pasaba el R.C. Deportivo, sumido en una deuda asfixiante y con el equipo masculino al borde del descenso a Segunda División B.
El equipo dejó de existir justo antes de que empezara la primera Liga nacional femenina. Muchas jugadoras tuvieron que retirarse, otras ficharon por equipos catalanes o asturianos, y algunas derivaron al fútbol sala.
En 2013, con motivo de la celebración del I Trofeo Teresa Herrera de Fútbol Femenino, se hizo un homenaje al ya extinto Karbo, a sus exjugadoras, entrenadores etc.
En 2015 se emprendió la recogida de hasta 10000 firmas solicitando al Deportivo de la Coruña la recuperación del equipo femenino, entre las firmas, destacaba la de la futbolista compostelana Vero Boquete.
Finalmente en el 2016 el Deportivo recupera su sección femenina. El Deportivo femenino reinició así su actividad en la temporada 2016/17, en el grupo 2 de la Segunda División tras adquirir la plaza del Orzán SD como parte de un acuerdo de colaboración.

## Plantilla

### Jugadoras destacadas
María Inmaculada Matilde Castañón González (Cudillero 1959), interior izquierda, fue la máxima estrella del equipo y primera capitana de las selecciones española y gallega, con 25 años de edad fue considerada una de las mejores jugadoras del mundo, siendo pretendida por varios clubes internacionales como el Royan francés o el Oivas de Lisboa. Jugó también en el Oviedo Moderno.
Luisa "Lis" Victoria de Fátima Franco Iglesias (Caracas, Venezuela 1965), hija del jugador argentino Rafael Franco. Marcó los dos goles que hicieron del Karbo el primer campeón de España en la Copa Reina Sofía 1981. En la actualidad es comentarista deportiva y productora audiovisual.
María del Pilar (Pili) Neira Martínez (Londres 1963), quien llegara a convertirse en la entrenadora de la Selección Femenina de Galicia, tanto de fútbol como de fútbol sala, jugó también al balonmano y llegó a ser presidenta del Club Balonmano Coruña.